# Mallory-Weiss-Syndrom
Als Mallory-Weiss-Syndrom werden meistens nach starkem Erbrechen auftretende, longitudinale Einrisse der Mucosa und Submucosa der Speiseröhre bezeichnet, die als Komplikation mit potentiell lebensbedrohlichen Blutungen (Hämatemesis, Teerstuhl) der äußeren Speiseröhre und/oder dem Mageneingang (gastrointestinale Blutung) einhergehen können. Kennzeichnend sind Längsrisse an der Kardia (oberer Magenmund, Orificium). Es kommt am Übergang von der Speiseröhre zum Magen zu Schleimhautulzerationen. Der Schmerz wird oberhalb des Nabels lokalisiert.
Die Erkrankung ist benannt nach dem ungarisch-amerikanischen Arzt Soma Weiss (1898–1942) und dem amerikanischen Pathologen George Kenneth Mallory (1900–1986), die das Krankheitsbild 1929 und 1932 beschrieben.

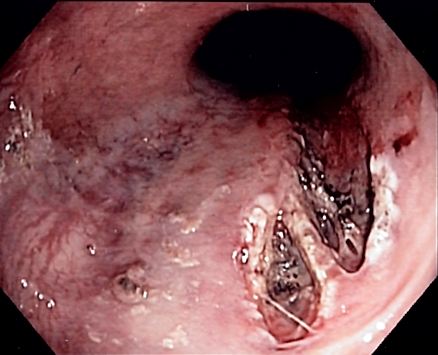
Endoskopisches Bild einer Mallory-Weiss-Läsion

## Ursachen
Ursächlich sind eine Alkoholkrankheit beziehungsweise Alkoholexzesse sowie ein gastrointestinaler Reflux von Relevanz. In der Pathogenese spielt die meist durch Erbrechen ausgelöste massive Drucksteigerung eine wichtige Rolle. Bulimie, Krampfanfall und Husten können Auslöser sein. Eine Antikoagulantientherapie, ulzerogene Medikamente und eine hämorrhagische Diathese sind begünstigende Faktoren.

## Differentialdiagnosen
Ösophagusvarizen, Magenulcus, Gastritis, Refluxerkrankung. Im Gegensatz zum Boerhaave-Syndrom sind beim Mallory-Weiss-Syndrom nur die Mukosa und die Submukosa betroffen.

## Diagnostik und Therapie

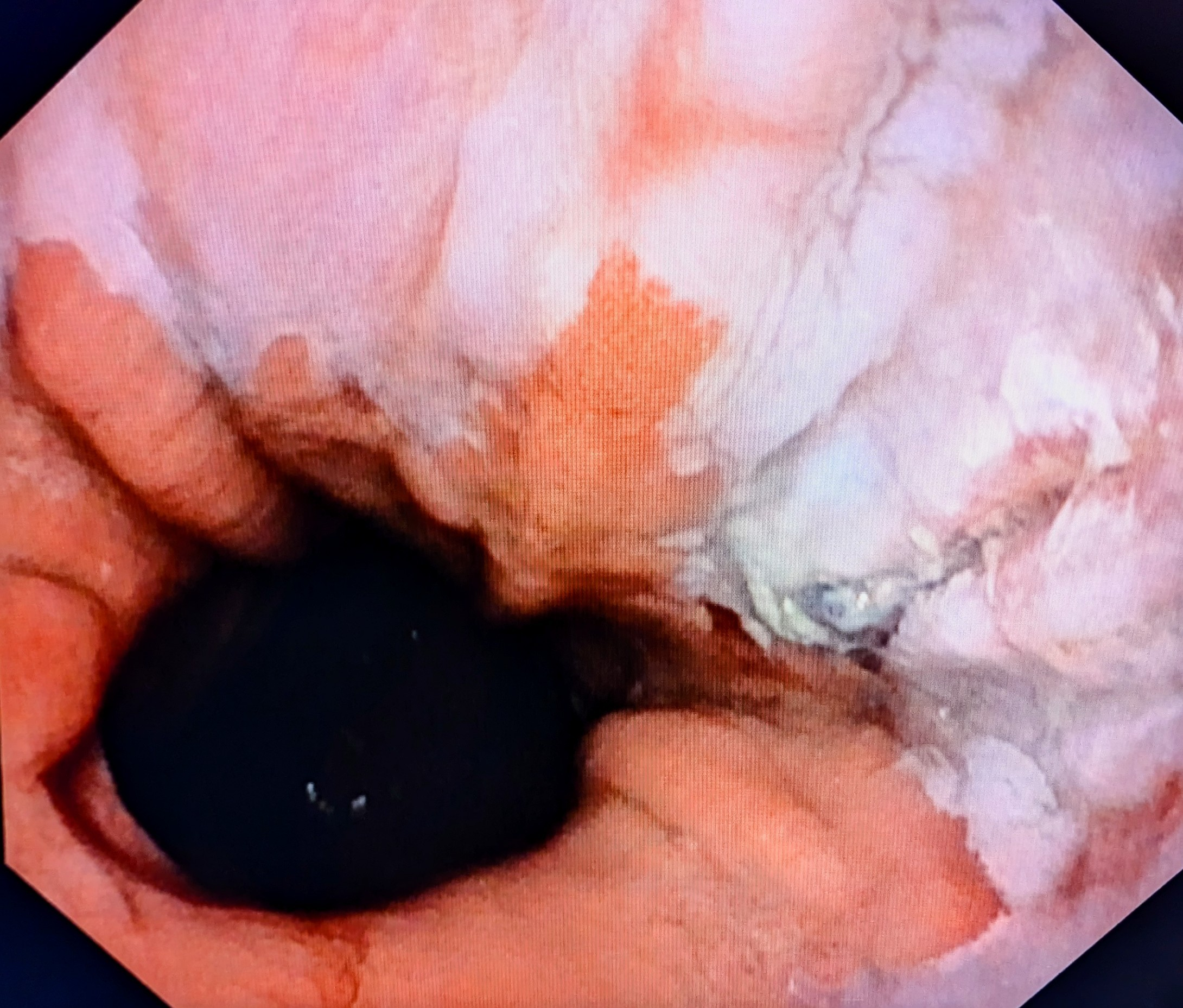
Endoskopisches Bild einer Mallory-Weiss-Läsion auf Höhe der Kardia, mit einem Blutkoagel bedeckt (bei 3 Uhr).

Mittels Ösophagogastroskopie (Endoskopie; Gastroskopie) wird die Diagnose gesichert. Gleichzeitig können die Einrisse der Speiseröhre mittels endoskopischer Blutstillung operativ (Übernähung) oder auch mit einem Fibrinkleber behandelt werden. In seltenen Fällen wird eine Resektion von Anteilen des Magens notwendig. Bei kleinen Blutungen ist häufig eine therapeutische Blutstillung nicht erforderlich.